# 比肯瓦尔德
比肯瓦尔德（法語：Birkenwald，发音：[biʁkənvald] 或 [biʁkənvalt]）是法国下莱茵省的一个市镇，属于萨韦尔讷区和萨韦尔讷县（Saverne）。该市镇总面积5.12平方公里，2009年时的人口为291人。

## 人口
比肯瓦尔德人口变化图示